# 微粒稻
微粒稻（学名：Oryza minuta）又称小粒稻，为禾本科稻属下的一个种。